# Герб Кирова (Кировская область)
Герб муниципального образования «Город Киров» является официальным символом городского округа «Город Киров», административного центра Кировской области Российской Федерации.
Исторический герб города Кирова (до 1934 года — Вятка) был создан на основе Вятской печати, известной с XVI века и герба Вятского драгунского полка, Высочайше утверждён 28 мая (8 июня) 1781 года императрицей Екатериной II вместе с другими гербами городов Вятского наместничества. Официально использовался до ноября 1917 года. 27 августа 2008 года Решением Кировской городской Думы был восстановлен в качестве официального символа города. В октябре 2008 года герб внесён в Государственный геральдический регистр под регистрационным номером 4321.

## Описание герба
«В золотом поле выходящая косвенно вниз из лазоревого (голубого) облака правая рука (десница) натурального цвета в червлёном (красном) рукаве, держащая натянутый лук со стрелой того же цвета, во главе щита — уширенный крест, также червлёный».

Воспроизведение Герба допускается с дополнительным элементом — золотой пятизубчатой башенной короной, дополненной золотым лавровым венком, определяющей статус города Кирова как городского округа, центра субъекта Российской Федерации — Кировской области, или без дополнительного элемента, в виде одного щита. Изображения Герба как в виде одного щита, так и с дополнительным элементом являются равнозначными, равноценными и равно приемлемыми во всех случаях официального использования.— Положение о гербе муниципального образования «Город Киров»

## История герба

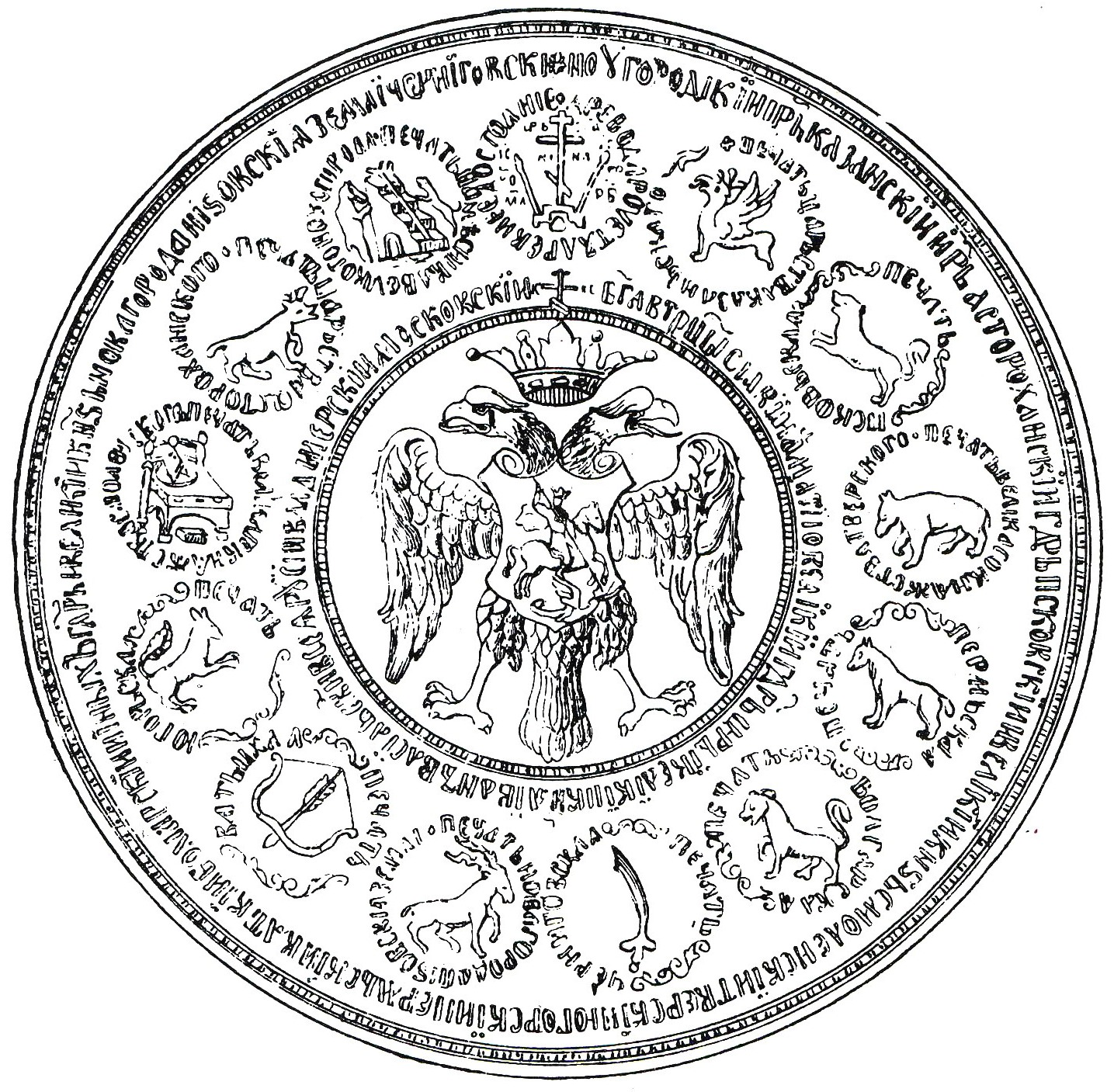
Государственная печать Ивана Грозного (XVI век). Вятский герб слева внизу

Вятская земля была окончательно присоединена к Русскому государству в 1489 году. Эмблема Вятки — натянутый лук со стрелой — является одной из древнейших в истории русской земельной геральдики.

### Вятская печать XVI—XVII веков

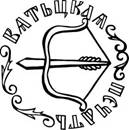
«Печать Вятьцкая» с печати Ивана IV. 1577—1578 годы

Впервые лук со стрелой появился на Вятской печати, которая была внесена на Государственную печать Ивана Грозного в 1557 году, среди других 13 символов русских земель. Существует несколько гипотез появления символа Вятки. В одной из наиболее вероятных гипотез, считается, что лук символизирует основное занятие местного населения — охоту.
Впервые изображение натянутого лука в руке, выходящей из облака и одетой в доспех было вышито на «саадачном покровце» первого русского царя из династии Романовых Михаила Фёдоровича (после 1626 года), среди 12 изображений территориальных печатей — (эмблем), окружавших государственный герб. Также, изображение вятской эмблемы было внесено в «Росписи всем государевым печатям» 1626 года: «Печать Вяцькая: лук с наложенной на него стрелой». Символ Вятки встречается в описании гербового знамени, сделанного в середине XVII века (примерно 1666 год) по приказу царя Алексея Михайловича и на царской золотой тарелке 1675 года.
В 2007 году в Кирове на улице Ленина был открыт памятник Вятской печати — первый и единственный памятник печати и гербу в России. На рисунке лицевой стороны памятника изображён фрагмент государственной печати Ивана Грозного — эмблема в виде натянутого лука с наложенной на него оперённой стрелой и надписью вокруг «ПЕЧАТЬ ВЯТЬЦКАЯ»

### Герб Вятки в Царском Титулярнике 1672 года
В 1672 году был составлен «Царский титулярник», который часто называется первым русским гербовником. В Титулярник были включены эмблемы 33 «русских земель», в том числе и гербовая эмблема Вятки (выходящая из облака рука с луком, заряженным стрелой). Первый исследователь русской геральдики Лакиер А. Б. писал о Титулярнике: «здесь видна попытка отличить гербы красками, чего прежде не было». В том же виде вятская эмблема перешла на Большую Государственную печать Петра I. Такое же изображение прототипа герба Рязани было размещено и в «Дневнике путешествия в Московию, 1698 и 1699 гг.» австрийского дипломата И. Г. Корба (1698—1699) на эскизе русской государственной печати.

### Герб на знамени Вятского драгунского полка

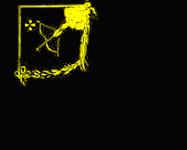
Знамя Вятского драгунского полка (1712)

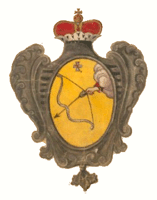
Герб на знамени Вятского драгунского полка (1730)

В 1701 году указом Петра I был образован полк Дениса Девгерина, с 1708 года — получил название Вятский драгунский полк (несколько раз менял название, и в частности с 1765 года назывался Вятским карабинерским полком). В 1712 году для Вятского полка были изготовлены знамёна: полковое — белое с вензелем Петра I и ротные: «Чёрныя, съ изображеніемъ, въ верхнемъ углу, у древка, золотаго креста и руки, съ лукомъ и стрелою, выходящей изъ облаковъ»
.
В июне 1728 года Верховный тайный совет издал указ о введении нового образца полковых знамён с государственным и городским гербами. В 1729 году под руководством обер-директора над фортификацией генерала Б. К. Миниха и при участии художника Андрея Баранова (живописца А. Д. Меншикова) был составлен Знамённый гербовник. 8 (19) марта 1730 года новые гербы для полковых знамён были утверждены. Герб вятского полка имел следующее описание: «Вятской — по старому: въ рукѣ изъ облака лукъ съ одною стрѣлою бѣлою, а перо черное: въ сторонѣ крестъ красной; поле желтое».
В отличие от ротных знамён 1712 года в гербе вятского полка крест размещался над луком, а не слева перед ним, как это было раньше.
Гербы 1730 года должны были размещаться не только на полковых знамёнах, но и на печатях, которыми губернаторы и воеводы опечатывали все бумаги, кроме партикулярных. Таким образом, герб Вятского полка уже с этого периода стал приобретать статус городского герба.

### Герб Вятки 1781 года
11 (22) сентября 1780 года именным указом императрицы Екатерины II было образовано Вятское наместничество с центром в городе Хлынове, переименованном в Вятку. В 1781 году правящий должность герольдмейстера, действительный статский советник А. А. Волков представил герб Вятки на Высочайшее утверждение. Исторический герб Вятки был Высочайше утверждён 28 мая (8 июня) 1781 года императрицей Екатериной II вместе с другими гербами городов Вятского наместничества.

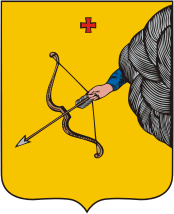
Герб Вятки, 1781 год

Подлинное описание герба города Вятки гласило: 

«Имеѣтъ старый гербъ. Въ золотомъ полѣ изъ облака выходящая рука, держащая натянутый лукъ съ стрѣлою, а надъ ней въ верней части щита крестъ красный.
Сіе взнесено и во всѣ вновь сочиненные гербы въ верхней части щита, въ означеніе того, что тѣ города принадлежатъ Вятскому Намѣстничеству»—  ПСЗРИ, 1781, Закон № 15164.

Гербы уездных городов Вятского наместничества 1781 года
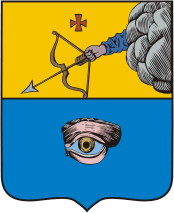
Глазовский
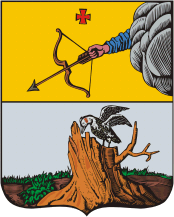
Елабужский
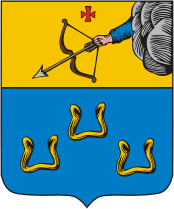
Кайгородский
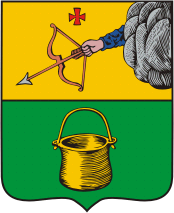
Котельнический
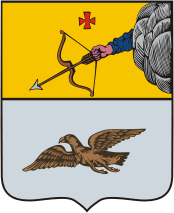
Малмыжский
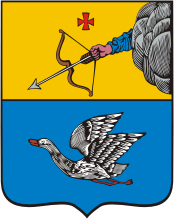
Нолинский
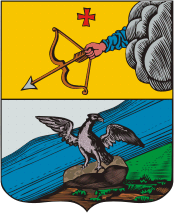
Орловский на Вятке
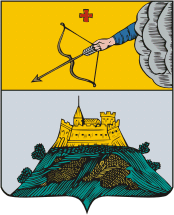
Сарапульский
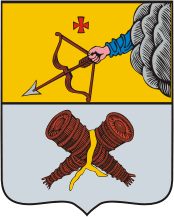
Слободский
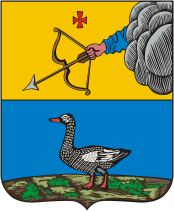
Уржумский
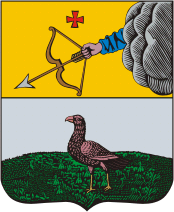
Царевосанчурский
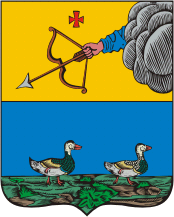
Яранский

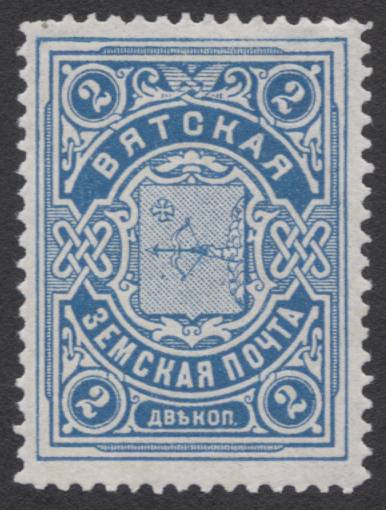
Герб Вятской губернии на земской марке Вятского уезда (1912)

8 декабря 1856 года в период геральдической реформы Кёне, был составлен и утверждён герб Вятской губернии, созданный на основе исторического герба Вятки. Герб губернии имел следующее описание: «В золотом поле, выходящая вправо из лазуревых облаков, в червлёной одежде, рука, держащая червлёный-же натянутый лук со стрелою; в правом углу червлёный, с шариками, крест. Щит увенчан Императорскою короною и окружён золотыми дубовыми листьями, соединёнными Андреевскою лентою». Лук в губернском гербе, в отличие от городского герба, размещался не под острым, а под прямым углом. Крест, который в городском гербе располагался над луком, в губернском гербе — переместился вниз и вправо (от щитодержателя).

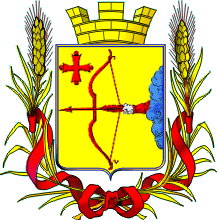
Герб Вятки, 1859 год

В 1859 году, был составлен проект нового герба города Вятки (не утверждался), который имел следующий вид: «В золотом поле выходящая вправо из лазоревых облаков в червлёной одежде рука, держащая червлёный же натянутый лук со стрелой, в правом углу (от щитодержателя) червлёный, с шариками, крест. Щит увенчан золотой стенчатой короной и окружён золотыми колосьями, соединёнными Александровской лентой».

### Герб Кирова в советское и постсоветское время
В советский период исторический герб Вятки в официальных документах не использовался. В 1934 году город Вятка был переименован в Киров, в честь своего земляка, уроженца Вятской губернии, советского государственного и политического деятеля Сергея Мироновича Кострикова (Кирова), после его убийства 1 декабря 1934 года.

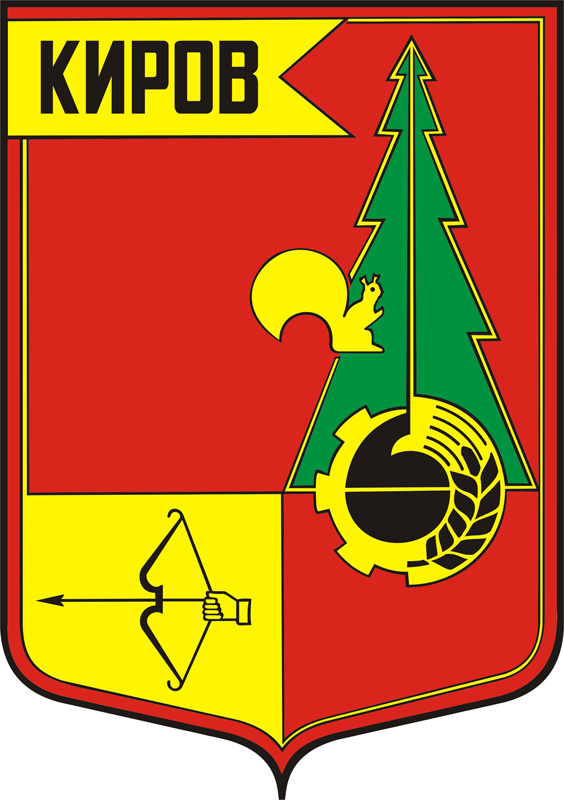
Герб (знак) Кирова, 1969 год

27 мая 1969 года решением 2-й сессии 12-го созыва Кировского городского Совета депутатов трудящихся был утверждён новый герб, который имел следующий вид: в красном геральдическом щите изображались зелёная ель, на ней золотая белка, ниже композиция из шестерни, колоса и реторты. В верхней части герба на золотой ленточке помещалось название города, а в нижней части в золотом поле — элемент старого городского герба, рука, натягивающая лук, но направленного не вниз, а вправо (от щитодержателя), как в губернском гербе 1856 года. Автором нового герба был В. В. Мощаков. В принятом в 1996 году Уставе города данная эмблема была закреплена в качестве официального символа города. Дважды, в сентябре 1998 года и мае 1999 года, городская администрация обращалась в Государственную герольдию (ныне — Геральдический совет при Президенте РФ) с просьбой провести экспертизу «герба» города Кирова 1969 года в качестве официального символа города. Государственный герольдмейстер Г. В. Вилинбахов в ответном письме сообщил, что символ 1969 года гербом быть не может, так как содержит многочисленные геральдические ошибки, а действующим гербом города Кирова должен считаться исторический герб Вятки 1781 года. Однако городские власти к мнению специалиста не прислушались и при составлении новой редакции Устава города Кирова, принятого решением Кировской городской думы 29 июня 2005 года вновь установили, что: «Официальным символом города Кирова является герб. Герб города Кирова принят 27 мая 1969 года решением 2-й сессии 12-го созыва Кировского городского Совета депутатов трудящихся».
В марте 2006 года инициативная группа жителей города вынесла протест в городскую думу о несоответствии законодательству пункта Устава города, касающегося герба. А именно — было нарушено положение Закона «Об общих принципах организации местного самоуправления в Российской Федерации» № 131-ФЗ, в котором говорится о том, что у муниципалитетов, помимо права на собственную символику, есть и обязанности — зарегистрировать символику в Государственном геральдическом регистре. Просьба жителей был поддержана прокурором Первомайского района города Кирова, который 28 марта 2006 года вынес протест в городскую думу. После длительного обсуждения депутаты думы 29 ноября 2006 года N 61-38 приняли поправку в часть 1 статьи 4 Устава города, которая приобрела следующую редакцию: «Официальным символом города Кирова является знак, принятый 27 мая 1969 года решением 2-й сессии 12-го созыва Кировского городского Совета депутатов трудящихся», то есть официальным символом стал не герб, а знак. «Геральдическое» противостояние между властями города и инициативной группой продолжалось до 2008 года. 27 августа 2008 года решением Кировской городской думы исторический герб города Вятки, утверждённый 28 мая 1781 года императрицей Екатериной II, был восстановлен в употреблении в качестве официального герба города. Реконструкцию исторического герба выполнили Евгений Дрогов, председатель Кировского регионального отделения Союза геральдистов России и Галина Позднякова, начальник отдела городской среды управления градостроительства и архитектуры администрации города, председатель Кировского отделения Союза дизайнеров России. В октябре 2008 года герб Кирова был внесён в Государственный геральдический регистр под регистрационным номером 4321.
В марте 2010 года в Кирове была создана рабочая группа для разработки проекта флага города Кирова. 31 марта проект флага, одобренный Геральдическим советом при Президенте РФ был утверждён Кировской городской Думой. 23 апреля Геральдический совет при президенте РФ зарегистрировал флаг в Государственном геральдическом регистре РФ под номером 5902.